# Kotomi Yamakawa
Kotomi Yamakawa (山川 琴美 Yamakawa Kotomi?,  nacida el 12 de marzo de 1982) es una seiyū japonesa empleada para Genki Project. Fue una de las participantes en la canción de opening de Negima! en los episodios uno y ocho, y tuvo un rol en el juego Rhapsodia de Suikoden.

## Roles protagonizados
- Ako Izumi en Negima!
- Mary en Gad Guard.
- Kitakawa Mai en Izumo: Takeki Ken no Hirameki.
- Recepcionista en Fruits Basket (episodio 7).
- Cattleya Yvette la Baume le Blanc de la Vallière en Zero no Tsukaima.